# Molophilus ohakunensis
Molophilus ohakunensis är en tvåvingeart som beskrevs av Alexander 1923. Molophilus ohakunensis ingår i släktet Molophilus och familjen småharkrankar. Inga underarter finns listade i Catalogue of Life.